# 民防援助框架公约
民防援助框架公约（英語：Framework Convention on Civil Defence Assistance），是2000年国际民防组织制订的国际公约。公约订于瑞士日内瓦，于2001年9月23日生效，保存人是国际民防组织秘书处。

## 背景
各缔约国极为关注世界各地包括自然和人为灾害的数量和严重性的增加；认识到各国首先应采取必要措施应对潜在的灾害和其他可能出现的紧急状态，制订公约各条款。

## 内容
公约缔约国承诺促进民防机构间的防灾合作，并减少对援助施加障碍；承诺开拓在预防、预报、准备、参与及灾后管理领域合作的可能性。公约还对援助原则和应用领域作了规定。